# Jordan Matson
Jordan Matson är en före detta infanterist i den amerikanska armén och var en av de första utländska frivilliga som kämpade för Folkets försvarsenheter, även känd som YPG (kurdiska: Yekîneyên Parastina Gel) i Rojava, norra Syrien. Matson är ursprungligen från Sturtevant, Wisconsin, varifrån han åkte i oktober 2014 för att bekämpa ISIS i Rojava.
Matson säger att han åkte för att han var missnöjd med sitt äktenskap och frustrerad på den amerikanska regeringen och världens oförmåga att ingripa i inbördeskriget i Syrien. Matson berättade för Fox6Now att han under sin uppväxt haft en stor vilja att gå med i armén. Han sa vidare: "Jag har fått nog av dessa människor dör. Och ingenting görs åt det". Matson sökte till den amerikanska armén men blev inte antagen. Han bestämde att han ändå ville tjäna sitt land militärt.
Matson stred i Shingal, Irak och Tell Tamer, i nordöstra Syrien.
Matson bor för närvarande (2015) i Sverige med sin fru och son, Verdi Matson och Kosta Leonidas Matson, som är döpt efter Kostandinos Erik Scurfield. Kostandinos Scurfield var en före detta menig i Storbritanniens marinkår och blev den första brittiska medborgaren som dödades i strider med IS-trupper i Syrien.